# Dexia suavis
Dexia suavis là một loài ruồi trong họ Tachinidae.